# Randstad

Bản đồ thể hiện các thành phố trung tâm và vệ tinh trong vùng cùng với quy mô dân số

Randstad là chùm đô thị lớn nhất ở Hà Lan và thuộc loại lớn nhất của Liên minh châu Âu. Dân số toàn vùng lên đến 7,1 triệu người, trong đó dân số đô thị là 6,6 triệu người. Diện tích lên đến 8287 km² trong đó phần đô thị là 4300 km². Rand nghĩa là chuỗi, còn stad là thành phố. Randstad bao trùm bốn tỉnh của Hà Lan là Noord-Holland, Zuid-Holland, Utrecht và Flevoland.

## Đô thị
Bốn thành phố lớn nhất của Hà Lan là Amsterdam, Rotterdam, The Hague và Utrecht đều nằm trong vùng này.  Ngoài ra, còn có các thành phố lớn khác là Almere, Amersfoort, Delft, Dordrecht, Gouda, Haarlem, Hilversum, Leiden, và Zoetermeer. Nhỏ hơn, song vẫn được xem là các trung tâm của vùng bao gồm Alphen aan den Rijn, Amstelveen, Capelle aan den IJssel, Hoofddorp, Katwijk, Leidschendam, Maassluis, Nieuwegein, Houten, Purmerend, Rijswijk, Schiedam, Spijkenisse, Vlaardingen, Voorburg, Zeist và Zaanstad.

## Kết cấu hạ tầng giao thông
Randstad có một hệ thống giao thông hiện đại và đồng bộ, gồm nhiều tuyến đường cao tốc, đường sắt, đường xe điện mặt đất và xe điện ngầm. Để giảm tắc nghẽn giao thông, các chính quyền ở đây đã và đang phát triển hệ thống đường dành cho người đi xe đạp và khuyến khích loại hình giao thông này.